# کاخ ریاست جمهوری هانوی (ویتنام)

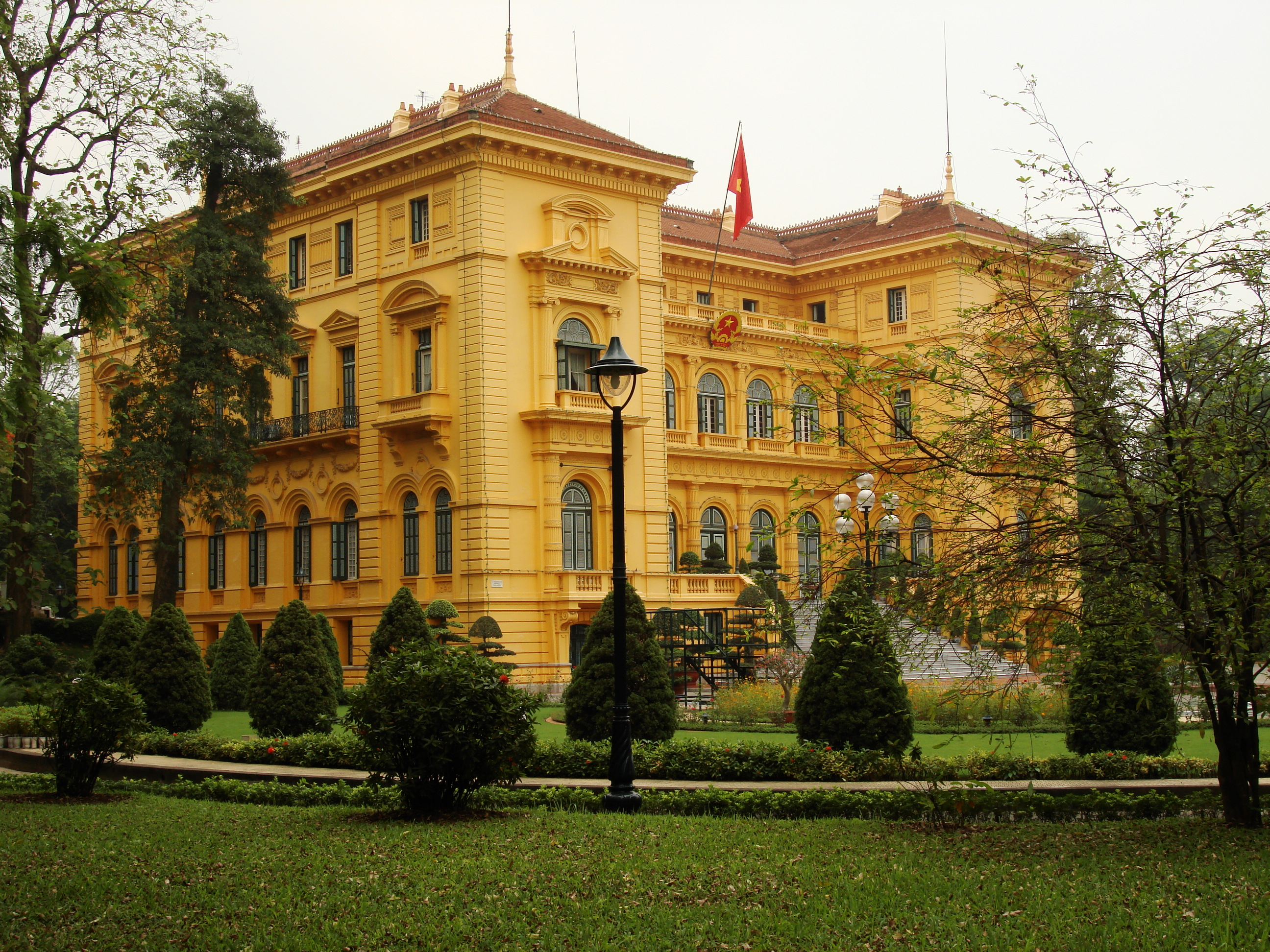
کاخ ریاست جمهوری هانوی

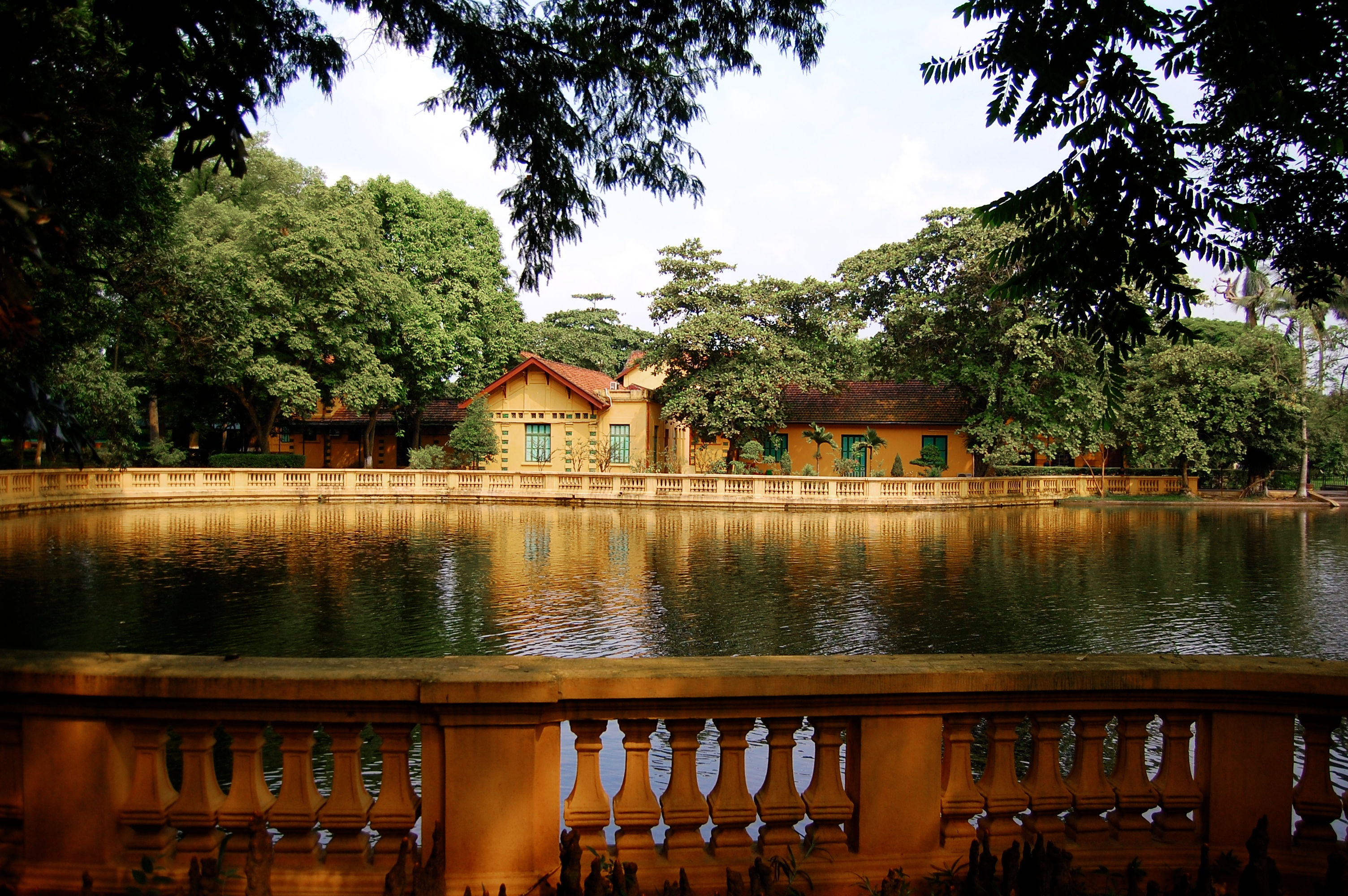
Carp pond on the grounds of the palace

کاخ ریاست جمهوری هانوی (به انگلیسی: Presidential Palace, Hanoi) نام کاخی است در شهر هانوی کشور ویتنام که رئیس جمهور این کشور در آن اقامت دارد و در سال ۱۹۰۰ تا ۱۹۰۶ و در زمان تسلط امپراتوری فرانسه در ویتنام ساخته شده است.
این کاخ دارای معماری جذاب و خیرکننده‌ایی است.

## تاریخچه

### تاریخچه کاخ ریاست جمهوری هانوی
کاخ ریاست جمهوری هانوی، که به نام "پالات نام" (Palais de l'Élysée) نیز شناخته می‌شود، یکی از نمادهای مهم فرانسه است و مقر رسمی رئیس‌جمهور فرانسه است. این کاخ در منطقه ۸ پاریس واقع شده و یکی از معابر مهم پایتخت، خیابان چلسی (Champs-Élysées)، در نزدیکی آن قرار دارد.

#### تاریخچه:
1. ساختمان اولیه:
  - کاخ اصلی "پالات نام" در قرن هفدهم میلادی توسط مردمی به نام آببنای حلقه‌ای (Hôtel d'Évreux) ساخته شد. این ساختمان در زمان آن به عنوان یک مسکن شخصی برای اشراف محلی استفاده می‌شد.
2. تبدیل به مقر رئیس‌جمهور:
  - در سال ۱۷۹۹، ملکه "خوزه‌فین" که تبدیل به بیمارستانی در بخشی از این ساختمان که از آن به عنوان "کاخ نام" یاد می شود